# Фридрих Прусский (1794)
Фридрих Вильгельм Людвиг Прусский (нем. Friedrich Wilhelm Ludwig von Preußen; 30 октября 1794, Берлин — 27 июля 1863, Берлин) — прусский принц, племянник короля Пруссии Фридриха Вильгельма III. Генерал прусской королевской кавалерии и командир дивизии.

## Биография
Принц Фридрих — сын принца Фридриха Людвига Карла Прусского и принцессы Фридерики Мекленбург-Стрелицкой. С 1815 года и до своей смерти принц Фридрих был шефом 1-го (Силезского) лейб-кирасирского полка «Великий курфюрст».
После женитьбы Фридрих поселился в своём дворце в Берлине на Вильгельмштрассе, 72, где проживал до своего назначения в Дюссельдорф. После 1863 года его дворец назывался «дворцом принцев Александра и Георга», затем в нём размещалось имперское министерство продовольствия и сельского хозяйства.
После образования Рейнской провинции в составе Пруссии в 1815 году принц Фридрих в 1820 году был назначен командиром 14-й дивизии, со штабом в Дюссельдорфе, и проживал там во дворце Егерхоф. Семья переехала к принцу в 1821 году. Двор принца в Егерхофе напомнил жителям Дюссельдорфа о старых добрых временах города-резиденции и примирил их с тем, что они, будучи католиками, теперь вынуждены принадлежать к протестантскому государству. Принц Фридрих и его супруга принцесса Луиза интересовались искусством и сами хорошо рисовали, поэтому дворец Егерхоф вскоре превратился в центр общественной и культурной жизни города. Принц Фридрих стал одним из соучредителей дюссельдорфского союза любителей искусства, музыки и театра и выступал одним из его покровителей. Представительские функции выполнял также его сын, музыкально одарённый принц Георг Прусский, в честь которого мэрия города в 1888 году переименовала улицу, ведущую к дворцу с севера в Принц-Георг-штрассе.
Как и его кузен, будущий король Пруссии Фридрих Вильгельм IV, принц Фридрих в силу своих романтических наклонностей слыл поклонником Средневековья и крепостей Среднего Рейна. В 1821 году он приобрёл руины крепости Фацберг, которую перестроил в свою летнюю резиденцию по проекту Карла Фридриха Шинкеля и Иоганна Клаудиуса фон Лассо. Замок получил новое имя Рейнштейн. В 1839—1844 годах были построены гостевой домик и часовня. В склепе часовни впоследствии были похоронены принц Фридрих, его супруга Луиза и их сын Георг.
В смутные времена Мартовской революции, которая принесла Фридриху огромное разочарование, он был отозван в 1848 году в Берлин. После неудач революции город попытался наладить отношения с принцем Фридрихом и в 1856 году удостоил его звания первого почётного гражданина города Дюссельдорфа.

## Семья
21 ноября 1817 года принц Фридрих женился в Балленштедтском дворце на принцессе Вильгельмине Луизе Ангальт-Бернбургской, дочери Алексиуса Фридриха Кристиана Ангальт-Бернбургского и его первой супруги принцессы Марии Фридерики Гессен-Кассельской.
У супругов родилось двое сыновей:
- Александр Прусский (1820—1896)
- Георг Прусский (1826—1902)